# 尹国新
尹国新（1964年—），江苏金坛人，汉族，中华人民共和国政治人物、第十一届全国人民代表大会江苏地区代表。
加入中共，担任江苏晨风集团有限公司董事长。2008年起担任全国人大代表。